# Бородинское сельское поселение (Смоленская область)
Бородинское сельское поселение — упразднённое муниципальное образование в составе Демидовского района Смоленской области России.
Административный центр — деревня Борода. На территории поселения находилось 7 населённых пунктов.
Образовано Законом Смоленской области от 28 декабря 2004 года. Упразднено Законом Смоленской области от 28 мая 2015 года с включением всех входивших в него населённых пунктов в Титовщинское сельское поселение

## Географические данные
- Общая площадь: 51,7 км²
- Расположение: западная часть Демидовского района
- Граничит:
  - на севере — с Закрутским сельским поселением
  - на северо- востоке — с Карцевским сельским поселением
  - на юго-востоке — с Титовщинским сельским поселением
  - на юге — с Полуяновским сельским поселением
  - на западе — с Руднянским районом
- Крупные реки: Каспля.

## Экономика
Сельхозпредприятия, магазины.

## Населённые пункты
В состав поселения входили следующие населённые пункты:
- Деревня Борода — административный центр
- Большое Аретово, деревня
- Верхнее Хотяково, деревня
- Заболотье, деревня
- Малое Аретово, деревня
- Нижнее Хотяково, деревня
- Оброк, деревня

Общая численность населения — 389 человек.